# Syrrhopodon involutus
Syrrhopodon involutus är en bladmossart som beskrevs av Schwaegrichen 1824. Syrrhopodon involutus ingår i släktet Syrrhopodon och familjen Calymperaceae. Inga underarter finns listade i Catalogue of Life.